# Мата Хари (фильм, 1985)
«Мата Хари» — эротическая драма 1985 года о жизни и смерти знаменитой шпионки времен Первой мировой войны Маты Хари, последняя киноработа режиссера Кёртиса Херрингтона.

## Сюжет
Мата Хари - красивая танцовщица голландского происхождения, работающая в Париже. Запутанный сюжет фильма основан на любовном треугольнике между ней и двумя офицерами, французом Жоржем Ладу и немцем Карлом фон Байерлингом - друзьями, оказавшимися по разные стороны баррикад Первой мировой войны.
В интерпретации авторов фильма Мата Хари изображается пешкой в руках секретных служб Германии и Франции, которую использовали для получения разведданных.
При попытке сорвать покушение на ведущего агента немецкой разведки доктора психологии Эльсбет Шрагмюллер (известную как Фройляйн Доктор), Мата Хари попадает в компрометирующее положение, и французы, зная о ее невиновности, цинично приносят её в жертву. Шпионку судят и казнят.
Фильм заканчивается сценой примирения Ладу и Байерлинга после войны.

## В ролях
| Актёр              | Роль            |
| ------------------ | --------------- |
| Кристель, Сильвия  | Мата Хари       |
| Кейзнов, Кристофер | Карл            |
| Тобиас, Оливер     | Жорж Ладу       |
| Браун, Гей         | Фройляйн Доктор |
| Йон, Готфрид       | Вольф           |

## Художественные особенности
Шпионские игры в фильме щедро разбавлены эротическими сценами.